# 无敌蟹守螺
无敌蟹守螺（学名：Cerithium cedonulli），是中腹足目蟹守螺科蟹守螺属的一种。主要分布于中国大陆，常栖息在潮间带。